# Diletta Giampiccolo
Diletta Giampiccolo (Catania, 27 luglio 1974) è un'ex lottatrice italiana.

## Biografia
Nata a Catania nel 1974, è cresciuta in Veneto.
Specializzata nella lotta libera, ha ottenuto il primo importante risultato internazionale nel 1998, quando è stata bronzo nei 56 kg agli Europei di Bratislava, bissando il risultato l'anno successivo nei 62 kg a Götzis, in Austria.
Ha vinto l'oro nei 62 kg ai Giochi del Mediterraneo di Tunisi 2001, battendo in finale la greca Stavroula Zygouri, e l'argento, sempre nei 62 kg, ai Mondiali di Martigny, in Svizzera, dove è stata sconfitta in finale dalla cinese Meng Lili.
A 30 anni ha partecipato ai Giochi olimpici di Atene 2004, i primi con la presenza della lotta femminile, nei pesi leggeri (55 kg), non riuscendo a vincere nessuna delle due sfide del suo girone, contro la cinese Sun Dongmei e la giapponese Saori Yoshida, poi oro.
Ha chiuso la carriera a 31 anni, nel 2005, dopo aver difeso l'oro ai Giochi del Mediterraneo di Almería, in Spagna, battendo nei 59 kg la spagnola Seba Jimenez e aver vinto un altro bronzo europeo, a Varna, in Bulgaria, nei 59 kg.
Dopo il ritiro è andata a vivere a Budapest, in Ungheria, paese di origine del marito, Árpád Ritter, anche lui ex lottatore, con il quale ha avuto due figlie, Sophie ed Elisa. Qui è diventata CT della nazionale femminile ungherese di lotta.

## Palmarès

### Campionati mondiali
- 1 medaglia:
  - 1 argento (62 kg a Martigny 2001)

### Campionati europei
- 3 medaglie:
  - 3 bronzi (56 kg a Bratislava 1998, 62 kg a Götzis 1999, 59 kg a Varna 2005)

### Giochi del Mediterraneo
- 2 medaglie:
  - 2 ori (62 kg a Tunisi 2001, 59 kg ad Almería 2005)